# 加尔布佐沃农村居民点
加尔布佐沃农村居民点（俄语：Гарбузовское сельское поселение）是俄罗斯联邦别尔哥罗德州阿列克谢耶夫卡区所属的一个农村居民点。其下辖有4个居民点，行政中心为加尔布佐沃。据2016年统计，该农村居民点的人口为1296人。